# Madapura, Tirumakudal Narsipur
Madapura là một làng thuộc tehsil Tirumakudal Narsipur, huyện Mysore, bang Karnataka, Ấn Độ.